# Symfonie nr. 4 (Lutosławski)
Witold Lutosławski voltooide zijn Symfonie nr. 4 op 22 augustus 1992. Hij schreef twee jaar aan wat zijn laatste symfonie zou blijken te zijn (hij overleed op 7 februari 1994). De symfonie is geschreven op verzoek van het Los Angeles Philharmonic met bijdragen van Betty Freeman. Dat orkest gaf dan ook de première op 5 februari 1993 onder leiding van de componist zelf. De symfonie is geschreven in de tweedelige opzet van de componist, die hij ook al gebruikte in zijn Symfonie nr. 2. Het eerste deel is de inleiding, deel twee de uitwerking. Muziekanalytici schreven wel, dat Lutosławski een driedelige symfonie zonder deel één had geschreven. Het hoofdthema van de symfonie is te horen in de eerste maten van het werk, dat een voortzetting is van Symfonie nr. 3; beide symfonieën blijven hangen rondom de toon E. De symfonie bevat aleatorische passages.
Lutosławski schreef het voor:
- 3 dwarsfluiten (III ook piccolo, 3 hobo’s (III ook althobo), 3 klarinetten (II ook esklarinet, III ook basklarinet), 3 fagotten (III ook contrafagot)
- 4 hoorns, 3 trompetten, 3 trombones, 1 tuba
- pauken,  man/vrouw percussie (grote trom, bongos, bellen, glockenspiel, marimba, bekkens, tamtam, kleine trom, tomtoms, vibrafoon, xylofoon,  2 harpen, 1  piano, 1 celesta
- violen, altviolen, celli, contrabassen

## Discografie (2012)
- Uitgave Naxos: Pools Nationaal Radio-Symfonieorkest o.l.v. Antoni Wit (1994)
- Uitgave Chandos: BBC Symphony Orchestra o.l.v. Edward Gardner
- Uitgave Sony: Los Angeles Philharmonic o.l.v. Esa-Pekka Salonen
- Uitgave CPO Records: Rundfunk Sinfonieorkester Saarbrucken o.l.v. Roman Kofman